# La Gaia Scienza
La Gaia Scienza ist ein italienisches Kammermusikensemble, das aus einem Streichquartett und einer Pianistin besteht. Es wird von Paolo Beschi geleitet, der zuvor schon das Ensemble Il Giardino Armonico gegründet hatte, von dem er bereits seine Mitmusiker Federica Valli und Stefano Barneschi kennt.
Der Name nimmt Bezug auf den mittelalterlichen Toulouser Dichterkreis Gai Saber, der sich um die Erhaltung der provenzalischen Troubadourendichtung verdient machte. Die deutsche Übersetzung Die fröhliche Wissenschaft findet sich beispielsweise in Friedrich Nietzsches gleichnamigem Werk.
Auf den bei Winter & Winter erschienenen Aufnahmen widmeten sich La Gaia Scienza bislang den Komponisten Johannes Brahms, Franz Schubert und Robert Schumann. Das Album Love Fugue teilen sie sich mit Uri Caine.

## Besetzung
| Federica Valli    | Klavier     |
| Stefano Barneschi | Violine     |
| Carlo De Martini  | Violine     |
| Marco Bianchi     | Bratsche    |
| Paolo Beschi      | Violoncello |

## Diskografie
| Titel                                      | Jahr | Label           |
| ------------------------------------------ | ---- | --------------- |
| Schubert Trio I                            | 1997 | Winter & Winter |
| Schubert Trio II                           | 1998 | Winter & Winter |
| Love Fugue (zus. mit Uri Caine)            | 2000 | Winter & Winter |
| Brahms op. 60, op. 34                      | 2001 | Winter & Winter |
| Für meine Clara (zus. mit Lorenzo Ghielmi) | 2005 | Winter & Winter |